# Pulvinar

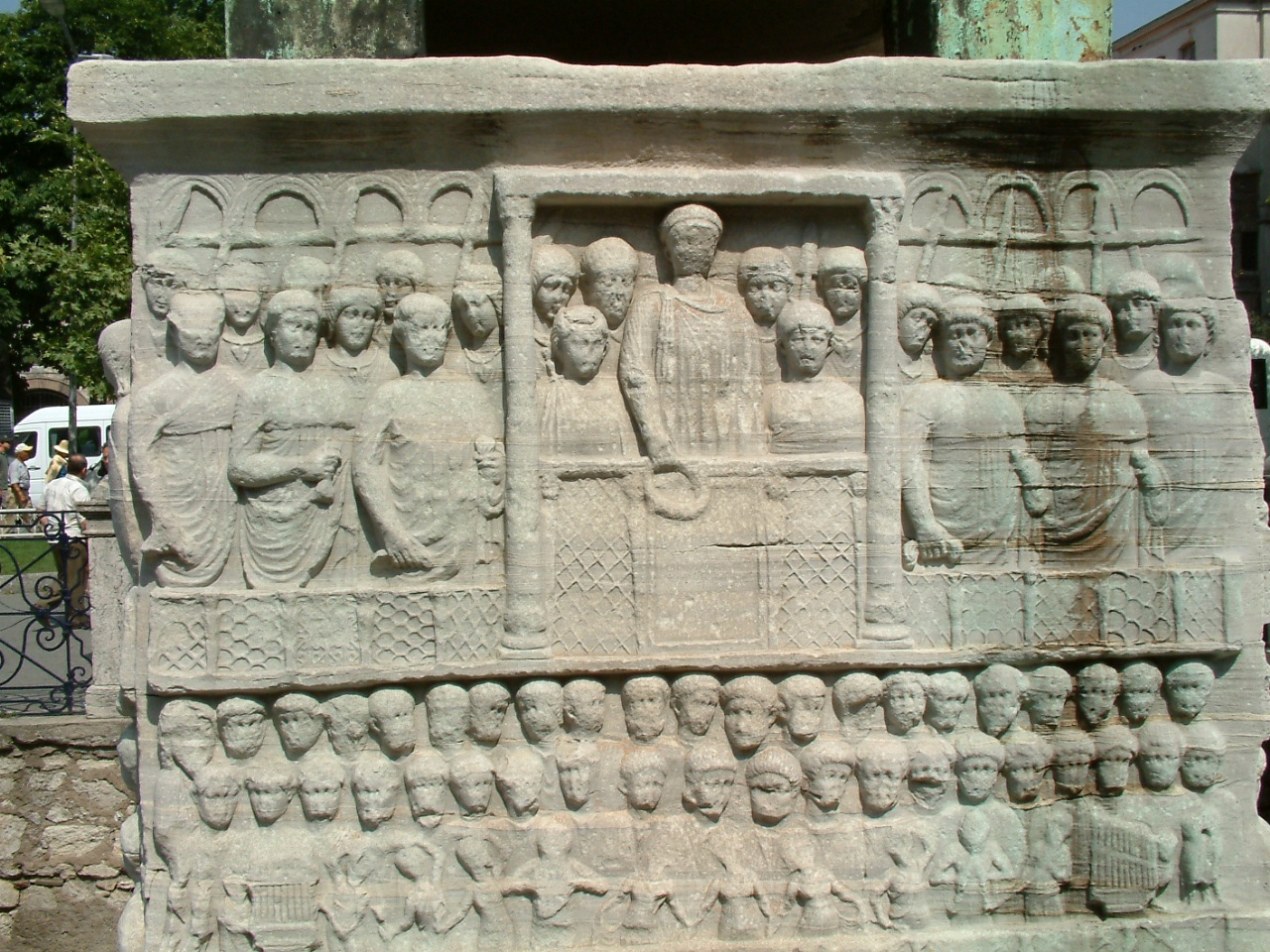
Bassorilievo del pulvinar dell'Ippodromo di Istanbul tratto dalla base dell'obelisco di Teodosio.

Il pulvinar era il palco imperiale negli antichi circhi romani.

## Struttura ed uso
Il pulvinar era quindi il posto d'onore riservato in particolare all'imperatore quando assisteva ai giochi, l'equivalente della "tribuna autorità" dei nostri stadi odierni o del "palco reale" nei teatri all'italiana. Era situato in uno dei due estremi del diametro minore. Il luogo era sottolineato spesso dalla presenza di un baldacchino.
Diverso era il posto riservato ai personaggi alle cui spese o sotto la cui presidenza si effettuavano i giochi (editores spectaculorum), posto particolare sopra la porta d'ingresso all'arena, che si apriva in mezzo ai carceres, o un altro (tribunal iudicum) ai giudici incaricati di assegnare il premio al vincitore.

## Etimologia del termine
L'origine della parola deriva dalla traduzione greca, offerta dallo stesso Augusto, di pulvinar con il termine ναός, tempio, indicante tutta la sacralità che era riconosciuta alla zona, riservata, dunque, agli dei che presiedevano ed assistevano allo spettacolo: la presenza dell'imperatore era assimilabile pertanto ad una vera e propria teofania.
Esso veniva anche chiamato cubiculum suggestus.

## Altri significati
Più in generale nell'antica Roma con questo termine si indicava anche o il letto imperiale o quello su cui gli antichi ponevano le immagini degli dei nelle cerimonie religiose perché partecipassero ai banchetti e ai giochi sacri.
Per questo secondo una recente ipotesi il pulvinar non sarebbe il palco imperiale, ma un lectisternium fisso per gli dèi, dal quale solo occasionalmente l'imperatore assisteva agli spettacoli.